# Wilhelm Steinberg (Klavierbau)
Die Klavierbaumanufaktur Wilhelm Steinberg wurde 1877 im thüringischen Eisenberg gegründet, wo sie auch ihren Sitz hat.
1877 gründete die Familie Geyer in Eisenberg eine Klavierbauwerkstätte, aus der in direkter Rechtsnachfolge die Klavierbaumanufaktur Wilhelm Steinberg hervorging. Der Betrieb überstand die DDR-Zeit ohne Enteignung, war aber durch die Isolierung stark beschränkt. In dieser Zeit hatte der Betrieb 200 Mitarbeiter und stellte jährlich 7.000 Klaviere hauptsächlich für den Export her. Der traditionsreiche Name, die Firmengebäude und der Mitarbeiterstab gingen nach der Wende an die Thüringer Pianoforte GmbH über. Die Firma produziert in Eisenberg circa 1.000 Klaviere und Flügel pro Jahr, was 2005 sieben Prozent aller pro Jahr in Deutschland gefertigten Klaviere und Flügel entsprach.
Die Parsons Music Group, ein großer Musikinstrumente-Hersteller und Vertrieb aus Hongkong, beteiligte sich 2008 und übernahm das komplette Unternehmen im Sommer 2013. Parsons übernahm 2017 auch den norddeutschen Klavierbauer Grotrian-Steinweg.